# III. Erik dán király
III. Erik Haakonsson vagy Bárány Erik (dánul: Erik Lam) (1104 – 1146. augusztus 27.) Dánia királya 1137-től 1146-ig.

## Élete
Haakon Sunivasson és Ragnhild (I. Erik leánya) fiaként született. Erőszakkal foglalta el nagybátyjától, II. Eriktől a trónt 1137-ben, de nemsokára kolostorba vonult vissza. Ott halt meg 1146-ban.

## Gyermekei
- Erik 1144-ben[2] házasodott meg Salzwedel-i Liutgarddal[3] (1110 k. – 1152), Rudolf von Stade leányával.[3] Házasságuk gyermektelen maradt.
- Eriknek viszont volt egy törtvénytelen gyermeke, Magnus (†1178 u.).[3]

## Egyéb
- Pénzérméjét lásd:  Archiválva 2012. november 5-i dátummal a Wayback Machine-ben.

## Külső hivatkozások
- https://runeberg.org/dbl/4/0543.html